# 23. vestlige længdekreds
Den 23. vestlige længdekreds (eller 23 grader vestlig længde) er en længdekreds, der ligger 23 grader vest for nulmeridianen. Den løber gennem Ishavet, Grønland, Island, Atlanterhavet, det Sydlige Ishav og Antarktis.